# Hersilia novaeguineae
Hersilia novaeguineae är en spindelart som beskrevs av Baehr 1993. Hersilia novaeguineae ingår i släktet Hersilia och familjen Hersiliidae. Inga underarter finns listade i Catalogue of Life.